# Старый Убей
 Старый Убей  (чув. Кивӗ Упи) — село в Дрожжановском районе Татарстана.  Входит в состав Село-Убейского сельского поселения.

## География
Находится в юго-западной части Татарстана на расстоянии приблизительно 12 км на северо-восток по прямой от районного центра села Старое Дрожжаное на речке Малая Цильна.

## История
Основано по местным данным в XVII веке. В письменных источниках фигурирует с 1879 года.

## Население
В селе числилось в 1879 году 148 человек, в 1911 – 278, в 1989 – 127. Постоянное население составляло 117 человек (чуваши 96% в 2002 году), 116 в 2010.